# Aigle
Aigle (toponimo francese,pronuncia /ɛɡl/; in tedesco Aelen, desueto) è un comune svizzero di 9 961 abitanti del Canton Vaud, nel distretto di Aigle del quale è capoluogo; in posizione di incrocio tra pianura e montagna, è al centro di una rete ferroviaria e stradale.

## Geografia fisica
Aigle si trova a 415 metri di altitudine, con il punto più alto posto a 1040 metri, ed è situata nel cuore del Chiablese vodese, all'incrocio tra il fiume Grande Eau ed il Rodano e tra la Valle degli Ormonts e quella del Rodano. Ai piedi delle Prealpi di Vaud, è circondata dai massicci del Plantour e del Drapel, tra vigneti e terreni agricoli.
Il territorio si estende su 16,41 km2. Secondo rilevazioni del periodo 2013-2018, le abitazioni e le infrastrutture rappresentavano il 28% della superficie comunale, i terreni agricoli il 31,3 %, i boschi il 37,3 % e le superfici improduttive il 4,0 %.
Aigle si trova in una regione dal clima oceanico temperato, senza stagioni secche e con estati temperate (Cfb secondo la classificazione dei climi di Köppen).
Tra il 2000 ed il 2022 la temperatura misurata più bassa è stata di −19,0 °C, nel 2000, mentre la raffica di vento più forte ha superato i 120,4 km/h, nel 2014.; la temperatura più alta, invecve, è stata di +36,1 °C, il 5 luglio 2016.

## Storia
La cittadina appartenne ai Savoia fino al XVI secolo. Dal suo territorio nel 1828 è stata scorporata la località di Corbeyrier, divenuta comune autonomo.

### Simboli
Lo stemma è un'arma parlante poiché il toponimo significa "aquila" in lingua francese (aigle). L'aquila appariva già sui sigilli del villaggio nel XV secolo.

## Monumenti e luoghi d'interesse

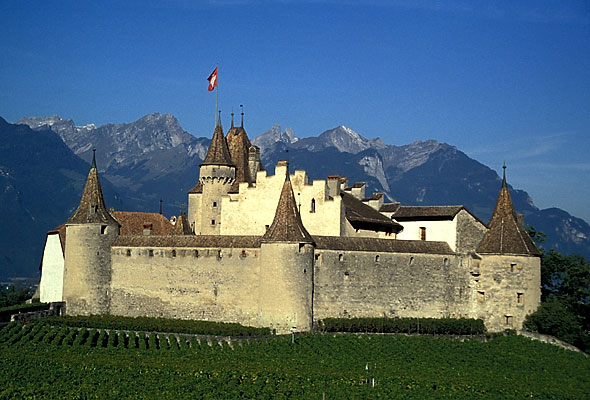
Il castello di Aigle

- Chiesa riformata di San Giacomo, attestata dal 1231[1];
- Chiesa parrocchiale cattolica dei Santi Maurizio e Nicolao della Flüe, eretta nel 1866[1];
- Castello di Aigle, eretto nell'XI o XII secolo; inserito nella lista dei beni culturali d'importanza nazionale, dal 1976 ospita il Museo della vite e del vino (Musée vaudois de la vigne et du vin)[1].

## Società

### Evoluzione demografica
L'evoluzione demografica è riportata nella seguente tabella:
Abitanti censiti

## Geografia antropica

### Quartieri

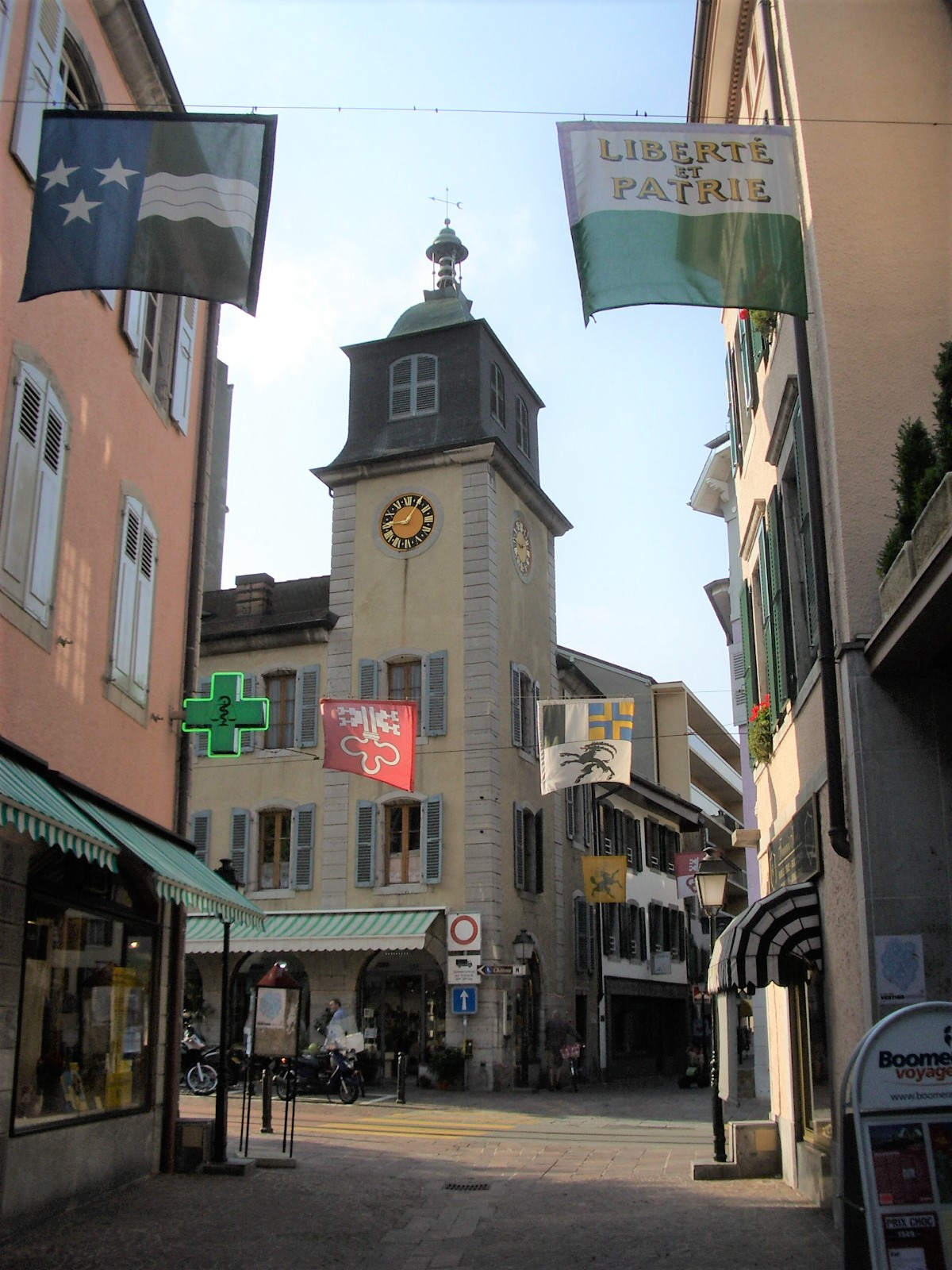
Quartiere di Bourg

- Bourg: centro cittadino, è stato sede di un ospizio dal XIV al XVIII secolo e vi si trova la via di Gerusalemme, in cui alcune vecchie casette di legno sono collegate tra loro tramite passerelle coperte[9].
- della Cappella (Chapelle) : il suo nome è legato alla cappella di Saint-Pierre, oggi demolita, dipendente dall'ospizio del Gran San Bernardo.
- Cloître: formatosi intorno al propriato di Saint-Maurice d'Ainay, ospita al suo interno la chiesa di Saint-Maurice, classificata come bene culturale d'importanza nazionale del canton Vaud. Il castello locale è stato costruito nel XIII secolo.
- della Fontana: situato sulla riva destra del fiume Grande Eau, la sua costruzione risale alla fine del Medioevo, risultando così il più recente tra i quartieri storici; ospita un lavatoio coperto. La sua origine risale agli abitanti di Leysin, che depositavano proprio qui i raccolti dei terreni che possedevano nella pianura; ha ospitato successivamente numerose stalle.
- sotto la stazione: quartiere residenziale del XX secolo.
- La Planchette: quartiere di case in affitto, in piena espansione.

## Economia
Aigle sorge al centro di un'importante zona vinicola.

## Infrastrutture e trasporti
Il comune è facilmente raggiungibile con le vie di comunicazione stradali e ferroviarie.

### Strade
Aigle direttamente situato sulla strada principale che collega Vevey a Martigny nel Canton Vallese. Da Aigle parte la strada principale 11 per il Col des Mosses. L'entrata autostradale per la A9 (Losanna-Sion), aperta nel 1975 e che attraversa il comune, si trova a 3 km dal centro. Per la distribuzione capillare nel trasporto pubblico ci sono linee di autobus da Aigle per Corbeyrier, Villars-sur-Ollon, Torgon e Saint-Gingolph.

### Ferrovie

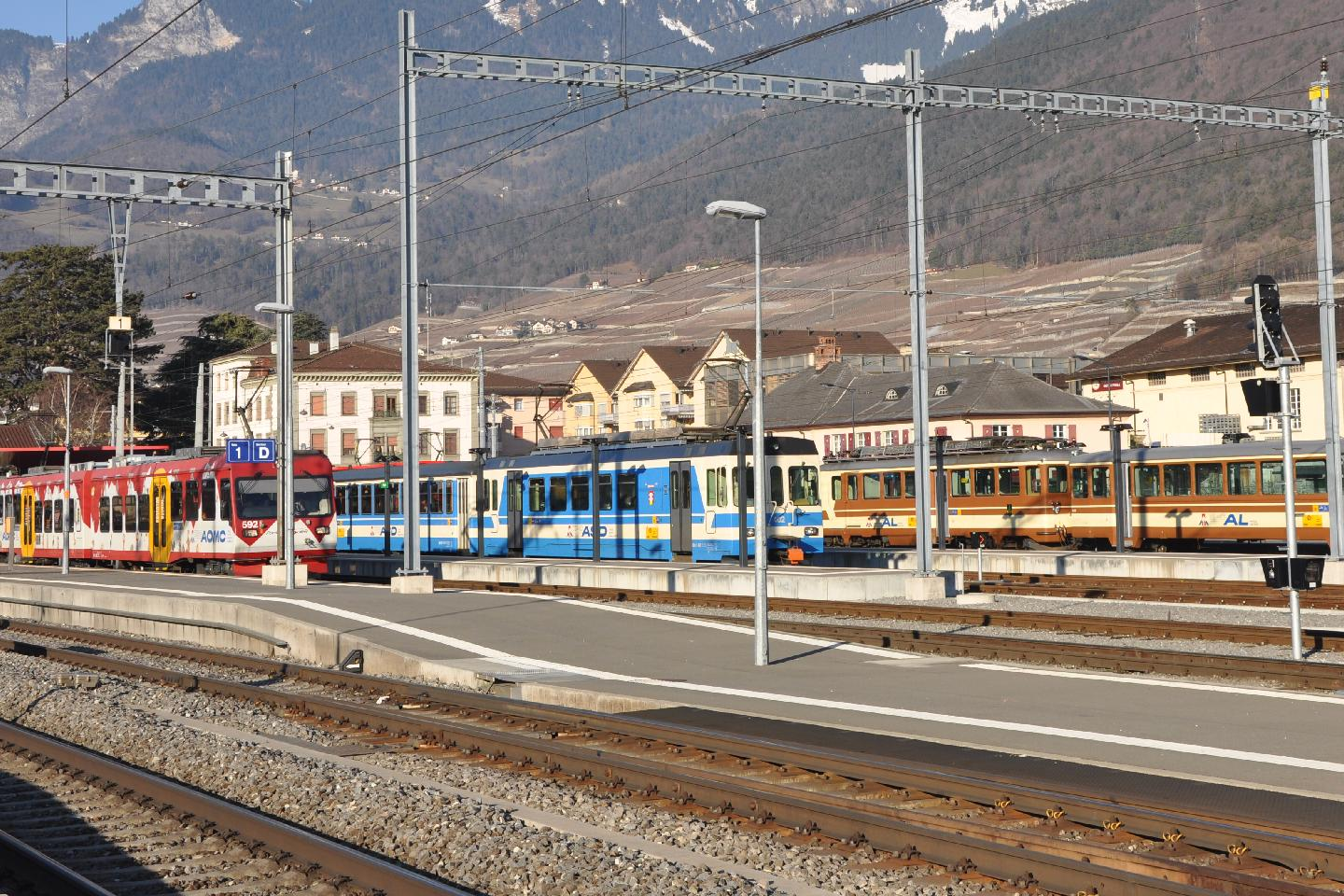
Convogli dei Transports Publics du Chablais nella stazione di Aigle

Il 10 giugno 1857 venne inaugurata la tratta Villeneuve-Bex della linea ferroviaria che collega Losanna a Sion e con essa anche la stazione ferroviaria di Aigle. Oltre alle Ferrovie Federali Svizzere, tre ferrovie private, ora fuse nei Transports Publics du Chablais, hanno il loro capolinea ad Aigle: la ferrovia Aigle-Leysin (inaugurata il 6 novembre 1900), la ferrovia Aigle-Ollon-Monthey-Champéry (dal 2 aprile 1907) e della ferrovia Aigle-Sépey-Diablerets (dal 22 dicembre 1913).

## Amministrazione
Ogni famiglia originaria del luogo fa parte del cosiddetto comune patriziale e ha la responsabilità della manutenzione di ogni bene ricadente all'interno dei confini del comune.

## Sport

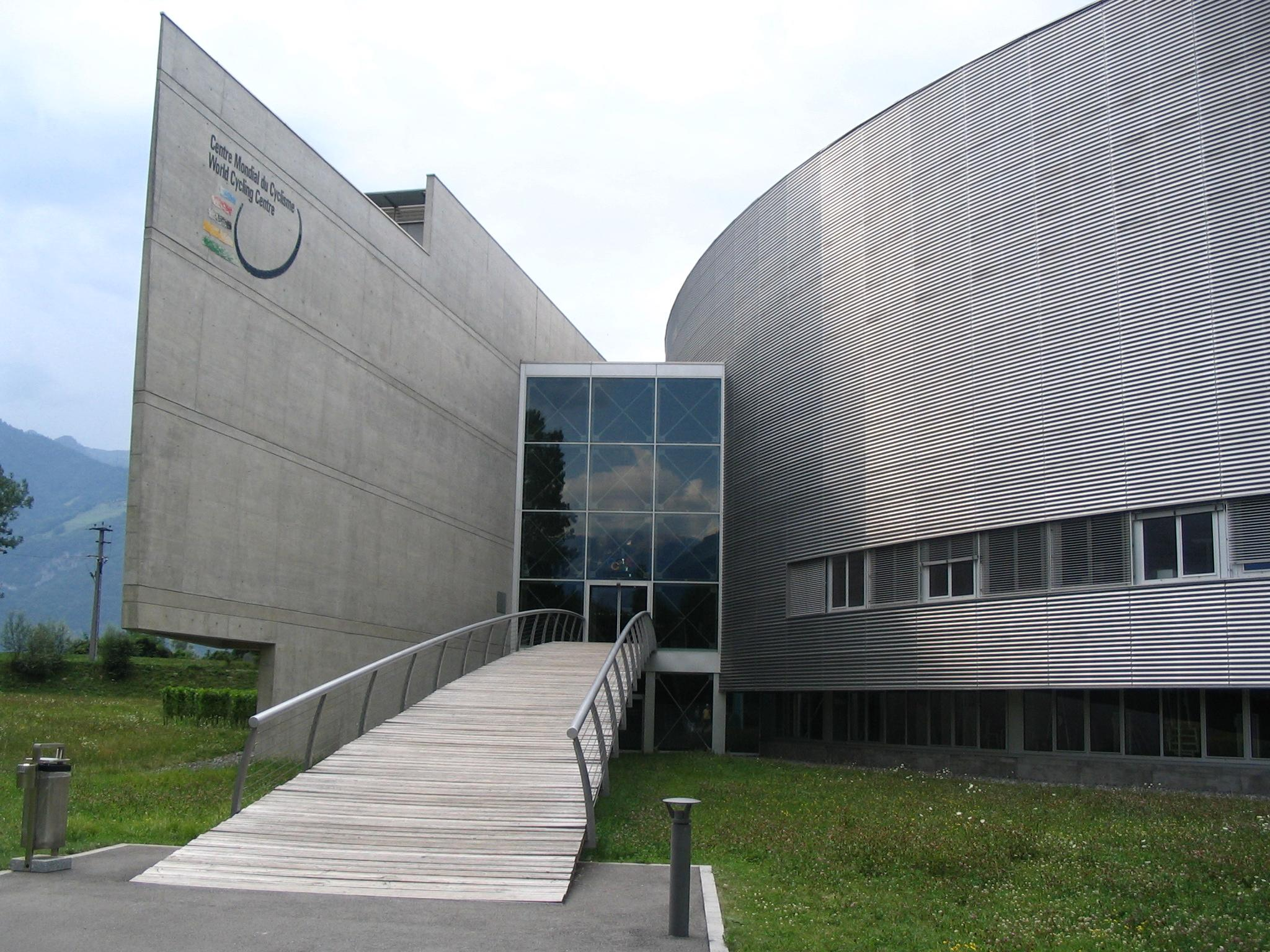
L'entrata della sede dell'Unione Ciclistica Internazionale

Dal 1990 sede dell'Unione europea di ciclismo, nel 1992 Aigle è stata scelta come sede dell'Unione Ciclistica Internazionale; nel 2004 sono stati costruiti un velodromo di 200 metri e il nuovo World Cycling Centre.